# Shih-poo
O Shih-poo é um pequeno cão doméstico, cruzamento entre um poodle e um Shih Tzu, e seu nome é uma junção dos nomes das duas raças. O Shih-poo também é conhecido como "Pooshih" (quando concebido de maneira acidental), como ‘Xiong mix’ que é a junção da palavra "Urso" (xiong) em chinês, e "Mix" quando pela junção das raças. Este tipo de cruzamento ocorre em busca de resultados mais específicos, sendo que nestes casos o cão deve responder a tendência de ter 1/2 (metade) de cada espécie sendo corpo com pelagem encaracolada como poodle, cola e cabeça com pelagem lisa semelhante ao shih tzu, corpo magro e esguio do poodle, mas com os membros anteriores menores que os membros posteriores conforme o Shih Tzu.

## Aparência
O Shih-poo tem características de ambos os seus pais, e o aparecimento de Shih-poos irá variar. Só seguindo uma tendência genética sólida em crias laboratoriais ou programadas de terceira geração, ou seja, quando a cruza é efetuada de dois Shih-poos com as mesmas características, e não mais de uma primeira cria entre um poodle e um Shih-Tzu. Em geral, o Shih poo é longa revestidos, uma vez que tanto o Poodle e Shih-Tzu tem uma pelagem longa, mas a sua textura da pelagem pode ser Shih Tzu em linha reta, Poodle cacheado, ou algures no meio. Shih-poos pode ser de qualquer cor ou combinação de cores na ascendência de um dos progenitores.
Os Shih-poo são cachorros de pelos mistos, variando entre longos e curtos; volumosos e ondulados. A pelagem maior se localiza entre a cabeça, orelhas e a cauda. De modo geral, podemos afirmar que o Shih-Poo é um cão de porte pequeno, costuma medir entre 20 e 38 cm e pesar entre 3 e 8kg. A expectativa de vida da raça dura cerca de 17 anos, mas isso pode variar de acordo com a saúde e os cuidados com o pet.

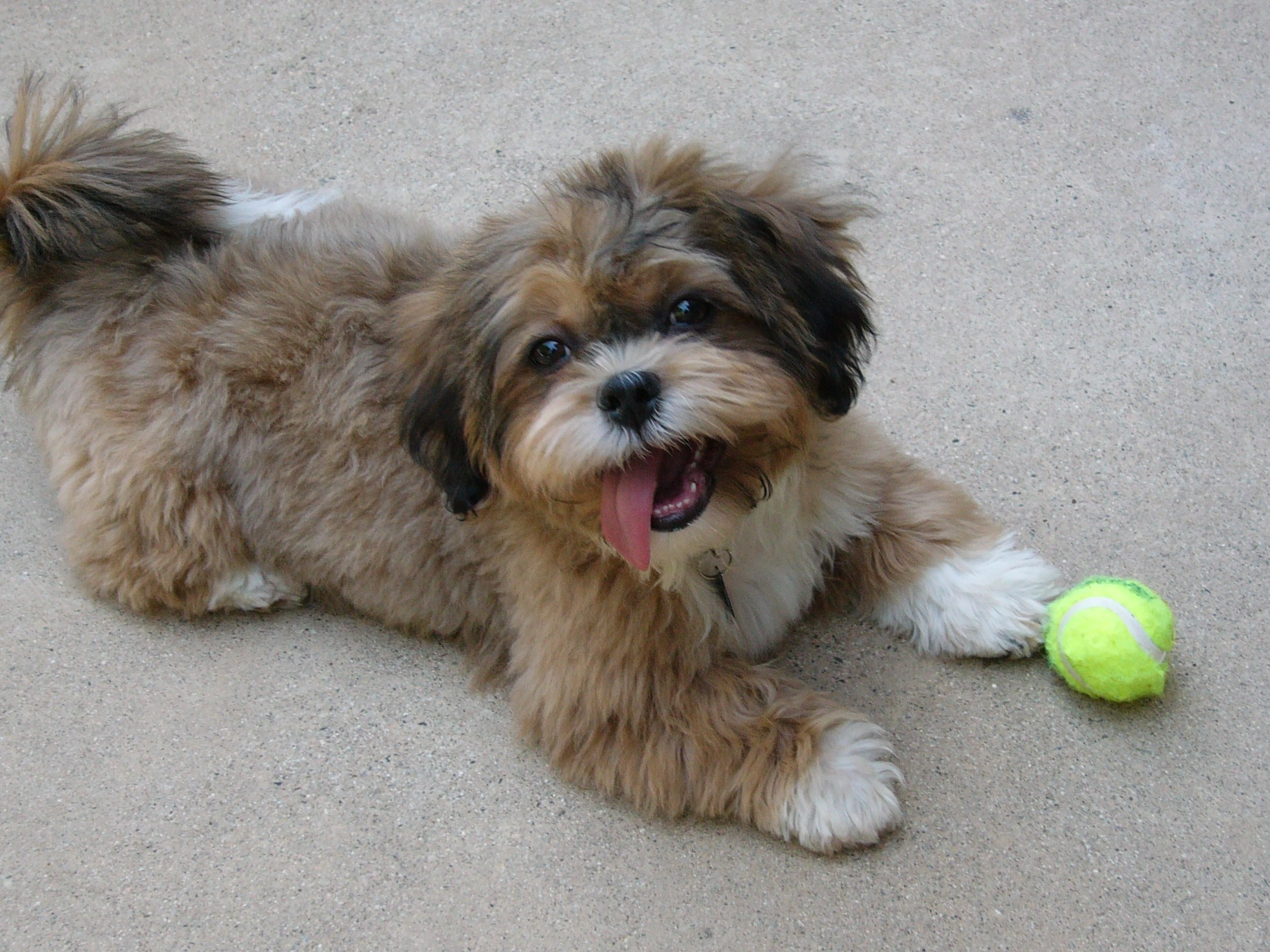
Shih-poo marrom com manchas brancas nas patas

Existem vários registros de híbridos específicos que registram designer/híbrido filhotes cruzamento de pais de raça pura. No entanto, estes registos não são reconhecidos pelo Kennel, clubes legítimos ou reputados criadores de cães de raça pura.